# Kurkelanjärvi (sjö i Södra Karelen)
Kurkelanjärvi är en sjö i Ryssland och Finland. Den mindre, finska delen, ligger i Parikkala i landskapet Södra Karelen, i den sydöstra delen av Finland, 300 km nordost om huvudstaden Helsingfors. Kurkelanjärvi ligger 83 meter över havet. Arean är 2,2 kvadratkilometer. I omgivningarna runt Kurkelanjärvi växer i huvudsak blandskog. Den sträcker sig 3,1 kilometer i nord-sydlig riktning, och 2,1 kilometer i öst-västlig riktning.